# Aeroporto Internazionale di Mandalay
L'Aeroporto Internazionale di Mandalay (IATA: MDL, ICAO: VYMD), definito come internazionale dal Dipartimento dell'Aviazione Civile di Birmania, è un aeroporto birmano situato a Mandalay, nella parte centrale del Paese, 30 km a sud ovest della città capoluogo della Regione di Mandalay.
La struttura è dotata di una pista in asfalto lunga 4267 m e larga 61 m, l'altitudine è di 92 m, l'orientamento è 17/35 ed è aperta al traffico commerciale 24 ore al giorno.